# هم‌خونی

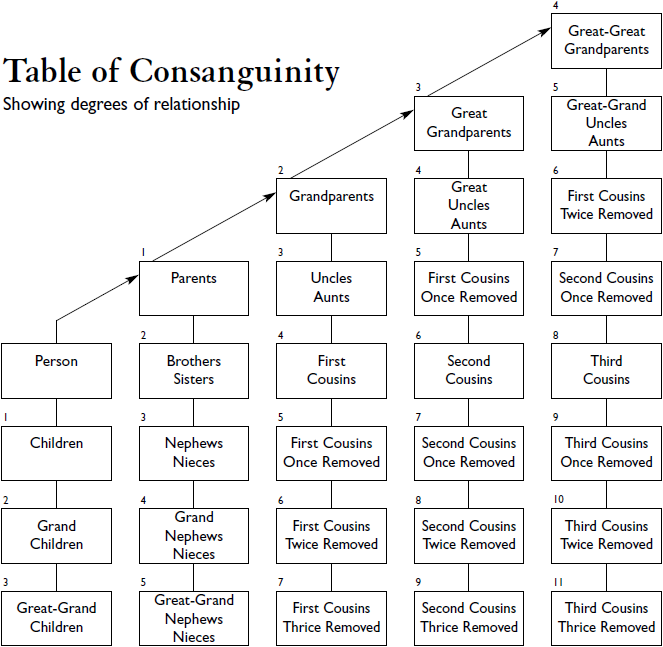

همخونی (انگلیسی: Consanguinity) در ژنتیک هنگامی است که فردی بستگی خانوادگی و خویشاوندی با فرد دیگر داشته باشد. از این دیدگاه همخونی یک فرد با فردی دیگر، فرزندزاده بودن آن فرد از نیا (پدربزرگ یا مادربزرگ دور یا نزدیک) فرد دیگر می‌باشد.
به عبارتی دیگر دو فرد هنگامی همخون هستند که دارای یک نیای مشترک در دودمان خود باشند.
همخونی در زندگی روزمره و در آیین و قانون بسیاری از کشورها تا جایی مهم است که ازدواج دو نفر و ارث و میراث داراییها از فردی به فردی دیگر، بسته به آن انجام می‌پذیرد.

## درجه خویشاوندی
در ژنتیک منظور از خویشاوند درجه یک (First – Degree Relative) والدین، فرزندان یک زوج والد، یا فرزندان یک والد می‌باشد.
منظور از خویشاوند درجه دو (Second – Degree Relative) عمه (خاله)، عمو (دایی)، پدربزرگ و مادربزرگ، نوه‌ها، خواهرزاده‌ها، برادرزاده‌ها، یا برادران و خواهران ناتنی می‌باشد.